# Södermanlands golfdistriktsförbund
Södermanlands golfdistriktsförbund omfattar golfklubbarna i Södermanlands län och Södertälje kommun

## Golfklubbar i Södermanlands Golfförbund

### Eskilstuna golfklubb
Eskilstuna golfklubb bildades 1951.
| Eskilstuna golfbana | 18 hål | Par 70 | 5582 4757 | Parkbana | Spelklar 1951 | Arkitekt: Douglas Brasier |

### Flens golfklubb
Flens golfklubb bildades 1985.
| Norrtorps golfbana | 18 hål | Par 72 | 5665 4770 | Skogsbana | Spelklar 1991 | Arkitekt: Sune Linde |

### Fogdö golfklubb
Fogdö golfklubb på Fogdön bildades 1993 . Banan är en så kallad folkgolfbana som drivs i privat regi och ligger vid Berghammars herrgård.
| Fogdö golfbana | 18 hål | Par 68 | 4803 4609 4329 4047 | Ängsbana | Spelklar 1993 | Arkitekt: |

### Gripsholms golfklubb
Gripsholms golfklubb i Mariefred bildades 1991.
| Gripsholms golfbana | 18 hål | Par 72 | 5964 5644 5317 4739 | Öppen park- och skogsbana | Spelklar 1992 | Arkitekt: Bengt Lorichs |

### Solbacka Golfklubb
Solbacka Golfklubb bildades 1991 och ligger i Gnesta.
| Solbacka 18-hålsbana | 18 hål | Par 70 | 5283 4546 | Park- och skogsbana | Spelklar 9 hål 1995, 18 hål 2000 | Arkitekt: |

### Järnas golfbana
Järnas golfklubb som bildades 2000, ingår numera i Kallfors GK
| Järna golfbana | 9 hål | Par 31 | 1600 | Parkbana | Spelklar 2000 | Arkitekt: Sune Linde |

### Jönåkers golfklubb
Jönåkers golfklubb bildades 1989.
| Jönåkers golfbana | 18 hål | Par 72 | 6322 5802 5389 4871 | Parkbana | Spelklar 1994 | Arkitekt: Sune Linde |

### Kallfors golfklubb
Kallfors GK i Järna bildades 1995
| Kallfors 18-hålsbana | 18 hål | Par 72 | 6366 6002 5659 5186 4753 | Skogs- och parkbana | Spelklar 2003 | Arkitekt: Sune Linde |

| Kallfors 9-hålsbana | 18 hål | Par 35 | 2823 2679 2501 2426 2127 | Skogsbana | Spelklar 1999 | Arkitekt: Sune Linde |

### Katrineholms golfklubb
Katrineholms golfklubb bildades 1959. 1990 valdes klubben till Årets golfklubb.
| Jättorp, 18-hålsbanan | 18 hål | Par 72 | 6210 5850 5275 4890 | Parkbana | Spelklar 1962 | Arkitekt: Nils Sköld |

| Jättorp, Skogsbanan | 9 hål | Par 36 | 3060 2800 2635 2305 | Skogsbana | Spelklar 2000 | Arkitekt: Bengt Lorichs |

### Kiladalens golfklubb
Kiladalens golfklubb i Nyköping bildades 2000.
| Kiladalsbanan | 18 hål | Par 72 | 5687 4658 | Ängs och skogsbana | Spelklar 2003 | Arkitekt: Bill Söderberg |

### Mälarbadens golfklubb
Mälarbadens golfklubb i Torshälla bildades 1990.
| Mälarbadens golfbana | 9 hål som spelas två varv med olika tees hål | Par 71 |  | Parkbana | Spelklar 1992 | Arkitekt: Egen regi |

### Nyköpings golfklubb
Nyköpings golfklubb i Nyköping bildades 1951
| Östra banan | 18 hål | Par 72 | 6370 5927 5480 4943 | Skogs- och parkbana | Spelklar 1976/2005 | Arkitekt: Sune Linde |

| Västra banan | 18 hål | Par 72 | 6317 5877 5449 4973 | Skogs- och parkbana | Spelklar 1976/2005 | Arkitekt: Sune Linde |

### Stallarholmens golfklubb
Stallarholmens golfklubb ligger mellan Strängnäs och Mariefred och bildades 1994.
| Norrby golfbana | 18 hål | Par 72 | 5451 4819 | Park- och skogsbana | Spelklar 9 hål 1994, 18 hål 2000 | Arkitekt: Bill Söderberg |

### Strands golfklubb
Strands golfklubb ligger mellan Strängnäs och Eskilstuna och bildades 2000.
| Strands golfbana | 18 hål | Par 71 | 5570 4730 | Skogs- och ängsbana | Spelklar 9 hål 2000, 18 hål 2003 | Arkitekt: Janne Kjellwall |

### Strängnäs golfklubb
Strängnäs golfklubb bildades 1968.
| Strängnäs golfbana | 18 hål | Par 72 | 5706 4964 | Park- och skogsbana | Spelklar 1970 | Arkitekt: Anders Amilon, Jan Sederholm |

| Strängnäs P&P bana | 9 hål | Par 36 | 2699 2289 | Park- och skogsbana | Spelklar 1995 | Arkitekt: Anders Amilon, Jan Sederholm |

### Kvicksund Golf
Kvicksund golf strax söder om Kvicksund bildades 2003. Det är en 9-håls pay and playbana
| Kvicksund Golf | 9 hål | Par 72 | 2970 2394 | Parkbana | Spelklar 2003 | Arkitekt: Jan Odén |

### Södertälje Park GC
Södertälje Park GC tidigare Wasa golfklubb i Södertälje bildades 2003.
| 9-håls banan | 9 hål | Par 36 |  | Parkbana | Spelklar 2005 | Arkitekt: Egen regi |

| Pitch & Puttbanan | 18 hål | Par 36 |  | Parkbana | Spelklar Sommaren 2006 | Arkitekt: Egen regi |

### Torshälla golfklubb
Torshälla golfklubb mellan Hällbybrunn och Torshälla bildades 1960.
| Torshälla golfbana | 18 hål | Par 72 | 6367 5916 5587 5083 | Park- och skogsbana | Spelklar 9 hål 1962, 18 hål 1993 | Arkitekt: Douglas Brasier, Sune Linde |

### Trosa golfklubb
Trosa golfklubb bildades 1974 i Trosa kommun.
| Trosa golfbana | 18 hål | Par 72 | 6088 5669 5464 4995 | Seasidebana | Spelklar 9 hål 1976, 18 hål 1991 | Arkitekt: Nils Sköld, Peter Chamberlain |

### Vidbynäs golfklubb
Vidbynäs golfklubb ligger i Nykvarn.
| North Course | 18 hål | Par 73 | 6009 5362 4940 4443 | Park- och skogsbana | Spelklar 2004 | Arkitekt: Brian Curley |

### Viksbergs golfklubb
Viksbergs golfklubb norr om Södertälje bildades 1990.
| Viksbergs golfbana | 18 hål | Par 72 | 6112 5689 5210 4820 | Parkbana | Spelklar 1991 | Arkitekt: Björn Eriksson |

### Vingåkers golfklubb
Vingåkers golfklubb bildades 1986.
| Vingåkers golfbana | 18 hål | Par 72 | 6051 5811 4932 | Park- och skogsbana | Spelklar 1989 | Arkitekt: Sune Linde |

### Åda Golf & Country Club
Åda G&CC i Trosa bildades 2002.
| Åda golfbana | 18 hål | Par 71 | 6025 5564 4885 4694 | Park- och skogsbana | Spelklar 2003 | Arkitekt: Rolf Collijn |